# Antoni (Mielnikow)
Antoni, imię świeckie: Anatolij Siergiejewicz Mielnikow (ur. 19 lutego 1924 w Moskwie, zm. 29 maja 1986 w Leningradzie) – rosyjski biskup prawosławny.

## Życiorys
W 1945 po ukończeniu szkoły średniej rozpoczął naukę w otwartym po złagodzeniu prześladowań Rosyjskiego Kościoła Prawosławnego moskiewskim seminarium duchownym. Studia teologiczne kontynuował w Moskiewskiej Akademii Duchownej, którą ukończył w 1950, uzyskując tytuł naukowy kandydata nauk teologicznych. W tym samym roku został posłusznikiem w Ławrze Troicko-Siergijewskiej, przyjmując następnie w momencie składania ślubów zakonnych imię Antoni. 18 lipca 1950 został hierodiakonem, zaś 22 lipca – hieromnichem. Święcenia obydwu stopni przyjmował z rąk patriarchy moskiewskiego i całej Rusi Aleksego I. Po przyjęciu święceń kapłańskich został skierowany do seminarium duchownego w Odessie, początkowo w charakterze jego wykładowcy, następnie zaś - inspektora. W 1952 przeniesiony na analogiczne stanowisko w seminarium duchownym w Saratowie. W 1956 otrzymał godność archimandryty, obejmując kierownictwo nad monasterem Zaśnięcia Matki Bożej w Żyrowicach i stanowisko rektora seminarium duchownego w Mińsku. W 1963 przeniesiony ponownie do seminarium w Odessie, równocześnie został przełożonym monasteru Zaśnięcia Matki Bożej w Odessie.
31 maja 1964 miała miejsce jego chirotonia na biskupa biełgorodzko-dniestrowskiego, w której jako konsekratorzy wzięli udział patriarcha moskiewski i całej Rusi Aleksy I, metropolita kruticki i kołomieński Pimen, metropolita leningradzki i ładoski Nikodem, metropolita chersoński i odeski Borys, metropolita kiszyniowski i mołdawski Nektariusz, arcybiskup miński i białoruski Sergiusz, arcybiskup Daniel i biskup Onezyfor. 25 maja 1965 Antoni (Mielnikow) został metropolitą mińskim i białoruskim; w tym samym roku otrzymał tytuł naukowy magistra nauk teologicznych. 29 września 1978 przeniesiony na katedrę leningradzką i ładoską. Wielokrotnie reprezentował Patriarchat Moskiewski w czasie podróży zagranicznych w innych autokefalicznych Kościołach prawosławnych.
W odróżnieniu od swojego poprzednika na katedrze leningradzkiej, metropolity Nikodema, reprezentował konformistyczną postawę w relacjach z lokalnymi organami władzy radzieckiej. Równocześnie był cenionym teologiem i redaktorem prasy cerkiewnej.
Zmarł w 1986 po długiej chorobie. Pochowany na cmentarzu Ławry św. Aleksandra Newskiego w Petersburgu.